# Mesonychia
De Mesonychia (verouderde naam: Acreodi) vormen een groep uitgestorven carnivore hoefdieren. De benaming Mesonychia staat voor 'middel klauw'. Veelal hadden ze een wolfachtig uitziend uiterlijk, maar ze waren er niet aan verwant.
De eerste mesonychiërs kwamen al reeds voor in het vroege Paleoceen, maar hun aantallen verminderden sterk tijdens het Eoceen. Een laatste genus van mesonychiërs, Mongolestes, stierf uit in het Oligoceen. Vroeger werd Andrewsarchus, misschien het grootste carnivore landzoogdier ooit, als mesonychiër beschouwd, maar de classificatie van dit dier blijft een twistpunt.

## Relatie met de walvisachtigen
Paleontologen zagen de mesonychiërs lang als de voorouders van de  walvisachtigen op basis van overeenkomsten in de rangschikking van de  beenderen aan de basis van de schedel en in het gebit. Tegenwoordig deelt men de walvissen in onder de Cetartiodactyla, omdat uit DNA-onderzoek is gebleken dat deze dieren dichter bij de nijlpaarden staan. Ook is er bewijs gevonden uit fossiele enkelbeenderen dat deze theorie ondersteunt.

## Indeling
- Mesonychia
  - Familie Mesonychidae
  - Familie Hapalodectidae
  - Familie Triisodontidae